# Tribenisusta
Tribenisusta (en népalais : त्रिबेणीसुस्ता) est un comité de développement villageois du Népal situé dans le district de Nawalparasi. Au recensement de 2011, il comptait 9 762 habitants.